# Technetium(VI)fluoride
Technetium(VI)fluoride (TcF6) is een fluoride van technetium. De stof komt voor als gele kristallen met een laag smeltpunt. Omdat technetium een synthetische radio-isotoop is die slechts in verwaarloosbare hoeveelheden in de natuur voorkomt, wordt technetium(VI)fluoride alleen kunstmatig bereid.

## Synthese
Technetium(VI)fluoride kan bereid worden door een reactie van moleculair fluor en technetium bij 400 °C:
{\displaystyle {\ce {Tc + 3F2 -> TcF6}}}

## Kristalstructuur en eigenschappen
Technetium(VI)fluoride neemt een octaëdrische structuur aan, in overeenstemming met de VSEPR-theorie en met opgenomen Ramanspectra. Bij zeer lage temperaturen bezit het een orthorombisch kristalstelsel. Bij kamertemperatuur gaat deze orthorombische kristalstructuur over in een kubische. Deze eigenschap deelt het met rodium(VI)fluoride en osmium(VI)fluoride.
Technetium(VI)fluoride disproportioneert en hydrolyseert in een waterige oplossing van natriumhydroxide, met vorming van een zwarte neerslag van technetium(IV)oxide.